# 边生观音座莲
边生觀音座蓮（学名：Angiopteris neglecta）为觀音座蓮科觀音座蓮屬下的一个种。